# 黃肥尾蠍
黃肥尾蠍 （学名：Androctonus australis）分布於北非和中東沙漠的一種蠍子。
劇毒強烈，可與黑曼巴匹敵。牠們是世界上最危險的蠍子之一，據說每年能使數人死亡。
牠的主要天敵是狐獴。

## 外部連結
- 黃肥尾蠍 捕食蟋蟀 Yellow Fat-Tail Scorpion (Androctonus australis) Attack and eat.